# Рагби репрезентација Камеруна
Рагби репрезентација Камеруна је рагби јунион тим који представља Камерун у овом екипном спорту. У Камеруну има 15 рагби клубова и око 3 200 рагбиста. Французи су донели рагби у Камерун. Први званичан тест меч рагби репрезентација Камеруна је одиграла против Замбије 2001, било је 24-25. Најтежи пораз Камерун је доживео 2008, када је Кенија била боља са убедљивих 76-8.